# Dinda maura
Dinda maura är en insektsart som först beskrevs av Walker 1858.  Dinda maura ingår i släktet Dinda och familjen spottstritar. Inga underarter finns listade i Catalogue of Life.